# Fernando Cabrera (Baseballspieler)
Fernando José Cabrera (* 16. November 1981 in Toa Baja, Puerto Rico) ist ein ehemaliger puerto-ricanischer Baseballspieler in der Major League Baseball (MLB) auf der Position des Pitchers. 

## Karriere
Cabrera wurde im Major League Baseball Draft 1999 von den Cleveland Indians in der zehnten Runde ausgewählt, bei denen er im August desselben Jahres einen Vertrag erhielt. Für die Indians gab er am 20. April 2004 sein Debüt in der MLB, für die er in den folgenden vier Jahren aktiv war. In der Saison 2007 und 2008 spielte er jeweils für die Baltimore Orioles, die seinen Vertrag jedoch nicht verlängerten und ihn am 5. September 2008 freistellten.
Am 27. Januar 2009 unterschrieb er einen Minor-League-Vertrag bei den Boston Red Sox. 

### International
Für Puerto Rico nahm Cabrera am World Baseball Classic 2006 und 2009 teil.